# MLB 2007
Die MLB-Saison 2007, die 106. Saison der Major League Baseball, wurde am 1. April 2007 mit der Neuauflage der vorjährigen Paarung der National League Championship Series zwischen den St. Louis Cardinals und den New York Mets  eröffnet. Die Mets gewannen das Spiel mit 6–1.
Während der Regular Season kämpfen 30 Mannschaften in je 162 Spielen um den Einzug in die Play-offs. Jede Mannschaft bestreitet 142 Innerleague- und 20 Interleague-Spiele. Der Beginn der World Series 2007 wird Ende Oktober sein. Titelverteidiger sind die St. Louis Cardinals, die die World Series 2006 für sich entscheiden konnten.
Das MLB All-Star Game 2007 fand am 10. Juli 2007 im AT&T Park, dem Stadion der San Francisco Giants in San Francisco statt. Die siegreiche Liga hat Heimrecht in den World Series.

## Teilnehmende Teams
| American League |                      |         |                    |      |                        |
| East            | East                 | Central | Central            | West | West                   |
|                 | New York Yankees     |         | Minnesota Twins    |      | Oakland Athletics      |
|                 | Toronto Blue Jays    |         | Detroit Tigers     |      | L.A. Angels of Anaheim |
|                 | Boston Red Sox       |         | Chicago White Sox  |      | Texas Rangers          |
|                 | Baltimore Orioles    |         | Cleveland Indians  |      | Seattle Mariners       |
|                 | Tampa Bay Devil Rays |         | Kansas City Royals |      |                        |

| National League |                       |         |                     |      |                      |
| East            | East                  | Central | Central             | West | West                 |
|                 | New York Mets         |         | St. Louis Cardinals |      | San Diego Padres     |
|                 | Philadelphia Phillies |         | Houston Astros      |      | Los Angeles Dodgers  |
|                 | Atlanta Braves        |         | Cincinnati Reds     |      | San Francisco Giants |
|                 | Florida Marlins       |         | Milwaukee Brewers   |      | Arizona Diamondbacks |
|                 | Washington Nationals  |         | Pittsburgh Pirates  |      | Colorado Rockies     |
|                 |                       |         | Chicago Cubs        |      |                      |

* Sortiert entsprechend der Vorjahresplatzierungen in den jeweiligen Divisionen. Grün eingefärbt sind die Teams, die sich im Vorjahr für die Postseason qualifizieren konnten.

## Reguläre Saison

### Kurzerklärung Spielbetrieb und Tabellenaufbau
Die AL und die NL sind jeweils für den Spielbetrieb in drei Divisionen unterteilt. Die Zuordnung erfolgt nach regionalen Kriterien: East, Central und West Division.
Die Tabellenplatzierungen sind für das Erreichen der Postseason verantwortlich: Die drei jeweiligen Divisionssieger und das nach der Winning Percentage zweitbeste Team tragen in drei Runden die Meisterschaft in der American beziehungsweise National League aus. Die jeweiligen Meister treffen dann in der World Series aufeinander.
Die Rangfolge der Mannschaften in der Tabelle ergibt sich während der Saison grundsätzlich aus dem aktuellen Verhältnis von Siegen zu Spielen insgesamt als sogenannte Winning Percentage. Der Grund hierfür liegt in der ungleichmäßigen Verteilung der Spiele über den Kalender, so dass manche Mannschaften zwischenzeitlich drei oder mehr Spiele mehr ausgetragen haben als andere. Damit wird zum Beispiel die Bilanz eines Teams A mit 15 Siegen und 15 Niederlagen (.500 als entsprechende Percentage ausgedrückt) für exakt gleichwertig erachtet mit der Bilanz eines Teams B, das zum gleichen Zeitpunkt 16 Siege und 16 Niederlagen erzielte. Für die Abschlusstabellen ist dies jedoch ohne Belang, da zum Saisonende alle Mannschaften die seit 1961 üblichen 162 Saisonspiele ausgetragen haben. Deshalb reicht die Angabe von Siegen und Niederlagen (Unentschieden sind unüblich).
Mit der Angabe GB (Games Behind) wird dokumentiert, wie groß der Rückstand eines Verfolgers auf den Tabellenersten ist. Hiermit wird ausgedrückt, wie viele Siege der Verfolger bei gleichzeitiger Niederlage des Führenden theoretisch bräuchte, um Gleichstand zu erreichen. Die Angabe GB wird auf 0.5 Spiele genau ausgedrückt: Hat zum Beispiel Mannschaft A 10 Siege und 5 Niederlagen, Mannschaft B hingegen 9 Siege und 5 Niederlagen, würde bereits ein eigener Sieg (ohne Niederlage von A) zu Tabellengleichstand führen.

### Stand nach der regulären Saison

#### American League
| East Division |                      |    |    |      |      |
| PS            | Franchise            | W  | L  | %    | GB   |
| 1             | Boston Red Sox       | 96 | 66 | .593 | –    |
| 4             | New York Yankees     | 94 | 68 | .580 | 2.0  |
|               | Toronto Blue Jays    | 83 | 79 | .512 | 13.0 |
|               | Baltimore Orioles    | 69 | 93 | .426 | 27.0 |
|               | Tampa Bay Devil Rays | 66 | 96 | .407 | 30.0 |

| Central Division |                    |    |    |      |      |
| PS               | Franchise          | W  | L  | %    | GB   |
| 2                | Cleveland Indians  | 96 | 66 | .593 | –    |
|                  | Detroit Tigers     | 88 | 74 | .543 | 8.0  |
|                  | Minnesota Twins    | 79 | 83 | .488 | 17.0 |
|                  | Chicago White Sox  | 72 | 90 | .444 | 24.0 |
|                  | Kansas City Royals | 69 | 93 | .426 | 27.0 |

| West Division |                    |    |    |      |      |
| PS            | Franchise          | W  | L  | %    | GB   |
| 3             | Los Angeles Angels | 94 | 68 | .580 | –    |
|               | Seattle Mariners   | 88 | 74 | .543 | 8.0  |
|               | Oakland Athletics  | 76 | 86 | .469 | 18.0 |
|               | Texas Rangers      | 75 | 87 | .463 | 19.0 |

#### National League
| East Division |                       |    |    |      |      |
| PS            | Franchise             | W  | L  | %    | GB   |
| 2             | Philadelphia Phillies | 89 | 73 | .549 | –    |
|               | New York Mets         | 88 | 74 | .543 | 1.0  |
|               | Atlanta Braves        | 84 | 78 | .519 | 5.0  |
|               | Washington Nationals  | 73 | 89 | .451 | 16.0 |
|               | Florida Marlins       | 71 | 91 | .438 | 18.0 |

| Central Division |                     |    |    |      |      |
| PS               | Franchise           | W  | L  | %    | GB   |
| 3                | Chicago Cubs        | 85 | 77 | .525 | –    |
|                  | Milwaukee Brewers   | 83 | 79 | .512 | 2.0  |
|                  | St. Louis Cardinals | 78 | 84 | .481 | 7.0  |
|                  | Houston Astros      | 73 | 89 | .451 | 12.0 |
|                  | Cincinnati Reds     | 72 | 90 | .444 | 13.0 |
|                  | Pittsburgh Pirates  | 68 | 94 | .420 | 17.0 |

| West Division |                      |    |    |      |      |
| PS            | Franchise            | W  | L  | %    | GB   |
| 1             | Arizona Diamondbacks | 90 | 72 | .556 | –    |
| 4             | Colorado Rockies     | 90 | 73 | .552 | 0.5  |
|               | San Diego Padres     | 89 | 74 | .546 | 1.5  |
|               | Los Angeles Dodgers  | 82 | 80 | .506 | 8.0  |
|               | San Francisco Giants | 71 | 91 | .438 | 19.0 |

Grün eingefärbt sind die Teams, die sich für die Postseason qualifizieren konnten. PS = Postseason; Zahl = Rang auf Setzliste

W = Wins (Siege), L = Losses (Niederlagen), % = Winning Percentage, GB = Games Behind (Rückstand auf Führenden: Zahl der notwendigen Niederlagen des Führenden bei gleichzeitigem eigenen Sieg) 

## Postseason

### Modus und Teilnehmer
Ab Anfang Oktober werden die Division Series und anschließend die jeweilige Championship Series ausgespielt. Hierzu treffen zunächst die beiden Wild-Card Gewinner in einem Spiel auf einander. Die drei Division-Sieger und das Wild-Card Team treffen in zwei Division-Series Begegnungen im Best-of-Five-Modus aufeinander (ALDS bzw. NLDS = American oder National League Division Series). Anschließend spielen die Sieger der Division-Series-Begegnungen im Best-of-Seven-Verfahren den jeweiligen League-Champion aus (ALCS bzw. NLCS = American oder National League Championship Series).

### Überblick
In der Postseason kam es zu folgenden Ergebnissen:
|  | League Division Series | League Division Series | League Division Series |    |                       | League Championship Series | League Championship Series | League Championship Series |  |  | World Series | World Series | World Series |
|  |                        |                        |                        |    |                       |                            |                            |                            |  |  |              |              |              |
|  | 1                      | Boston Red Sox         | 3                      |    |                       |                            |                            |                            |  |  |              |              |              |
|  | 3                      | LA Angels of Anaheim   | 0                      |    |                       |                            |                            |                            |  |  |              |              |              |
|  | 3                      | LA Angels of Anaheim   | 0                      | 1  | Boston Red Sox        | 4                          |                            |                            |  |  |              |              |              |
|  | American League        |                        |                        | 1  | Boston Red Sox        | 4                          |                            |                            |  |  |              |              |              |
|  |                        | 2                      | Cleveland Indians      | 3  |                       |                            |                            |                            |  |  |              |              |              |
|  | 2                      | 2                      | Cleveland Indians      | 3  | Cleveland Indians     | 3                          |                            |                            |  |  |              |              |              |
|  | 2                      |                        |                        |    | Cleveland Indians     | 3                          |                            |                            |  |  |              |              |              |
|  | 4                      | New York Yankees       | 1                      |    |                       |                            |                            |                            |  |  |              |              |              |
|  |                        |                        |                        | AL | Boston Red Sox        | 4                          |                            |                            |  |  |              |              |              |
|  |                        | NL                     | Colorado Rockies       | 0  |                       |                            |                            |                            |  |  |              |              |              |
|  | 1                      | Arizona Diamondbacks   | 3                      |    |                       |                            |                            |                            |  |  |              |              |              |
|  | 3                      | Chicago Cubs           | 0                      |    |                       |                            |                            |                            |  |  |              |              |              |
|  | 3                      | Chicago Cubs           | 0                      | 1  | Arizona Diamondbacks  | 0                          |                            |                            |  |  |              |              |              |
|  | National League        |                        |                        | 1  | Arizona Diamondbacks  | 0                          |                            |                            |  |  |              |              |              |
|  |                        | 4                      | Colorado Rockies       | 4  |                       |                            |                            |                            |  |  |              |              |              |
|  | 2                      | 4                      | Colorado Rockies       | 4  | Philadelphia Phillies | 0                          |                            |                            |  |  |              |              |              |
|  | 2                      |                        |                        |    | Philadelphia Phillies | 0                          |                            |                            |  |  |              |              |              |
|  | 4                      | Colorado Rockies       | 3                      |    |                       |                            |                            |                            |  |  |              |              |              |

ALDS, NLDS (Division Series): Best-of-Five; ALCS, NLCS (Championship Series): Best-of-Seven

### Division Series

#### American League Division Series
| Spiel                                 | Datum      | Gast                 | Ergebnis | Heim                 | Stand | Ort           | Spielzeit | Zuschauer | Box   |
| ------------------------------------- | ---------- | -------------------- | -------- | -------------------- | ----- | ------------- | --------- | --------- | ----- |
| 1                                     | 3. Oktober | LA Angels of Anaheim | 0–4      | Boston Red Sox       | 0–1   | Fenway Park   | 2:27      | 37.597    | [ 1 ] |
| 2                                     | 5. Oktober | LA Angels of Anaheim | 3–6      | Boston Red Sox       | 0–2   | Fenway Park   | 4:05      | 37.706    | [ 2 ] |
| 3                                     | 7. Oktober | Boston Red Sox       | 9–1      | LA Angels of Anaheim | 3–0   | Angel Stadium | 3:29      | 45.262    | [ 3 ] |
| Boston Red Sox gewinnen die Serie 3–0 |            |                      |          |                      |       |               |           |           |       |

| Spiel                                    | Datum      | Gast              | Ergebnis | Heim              | Stand | Ort            | Spielzeit | Zuschauer | Box   |
| ---------------------------------------- | ---------- | ----------------- | -------- | ----------------- | ----- | -------------- | --------- | --------- | ----- |
| 1                                        | 4. Oktober | New York Yankees  | 3–12     | Cleveland Indians | 0–1   | Jacobs Field   | 3:44      | 44.608    | [ 4 ] |
| 2                                        | 5. Oktober | New York Yankees  | 1–2 (11) | Cleveland Indians | 0–2   | Jacobs Field   | 4:23      | 44.732    | [ 5 ] |
| 3                                        | 7. Oktober | Cleveland Indians | 4–8      | New York Yankees  | 2–1   | Yankee Stadium | 3:38      | 56.358    | [ 6 ] |
| 4                                        | 8. Oktober | Cleveland Indians | 6–4      | New York Yankees  | 3–1   | Yankee Stadium | 4:03      | 56.315    | [ 7 ] |
| Cleveland Indians gewinnen die Serie 3–1 |            |                   |          |                   |       |                |           |           |       |

#### National League Division Series
| Spiel                                       | Datum      | Gast                 | Ergebnis | Heim                 | Stand | Ort           | Spielzeit | Zuschauer | Box    |
| ------------------------------------------- | ---------- | -------------------- | -------- | -------------------- | ----- | ------------- | --------- | --------- | ------ |
| 1                                           | 3. Oktober | Chicago Cubs         | 1–4      | Arizona Diamondbacks | 0–1   | Chase Field   | 2:33      | 48.864    | [ 8 ]  |
| 2                                           | 4. Oktober | Chicago Cubs         | 4–8      | Arizona Diamondbacks | 0–2   | Chase Field   | 3:44      | 48.575    | [ 9 ]  |
| 3                                           | 6. Oktober | Arizona Diamondbacks | 5–1      | Chicago Cubs         | 3–0   | Wrigley Field | 3:22      | 42.157    | [ 10 ] |
| Arizona Diamondbacks gewinnen die Serie 3–0 |            |                      |          |                      |       |               |           |           |        |

| Spiel                                   | Datum      | Gast                  | Ergebnis | Heim                  | Stand | Ort                | Spielzeit | Zuschauer | Box    |
| --------------------------------------- | ---------- | --------------------- | -------- | --------------------- | ----- | ------------------ | --------- | --------- | ------ |
| 1                                       | 3. Oktober | Colorado Rockies      | 4–2      | Philadelphia Phillies | 1–0   | Citizens Bank Park | 2:52      | 45.655    | [ 11 ] |
| 2                                       | 4. Oktober | Colorado Rockies      | 10–5     | Philadelphia Phillies | 2–0   | Citizens Bank Park | 3:32      | 45.991    | [ 12 ] |
| 3                                       | 6. Oktober | Philadelphia Phillies | 1–2      | Colorado Rockies      | 0–3   | Coors Field        | 2:59      | 50.724    | [ 13 ] |
| Colorado Rockies gewinnen die Serie 3–0 |            |                       |          |                       |       |                    |           |           |        |

### Championship Series

#### American League Championship Series
| Spiel                                 | Datum       | Gast              | Ergebnis  | Heim              | Stand | Ort          | Spielzeit | Zuschauer | Box    |
| ------------------------------------- | ----------- | ----------------- | --------- | ----------------- | ----- | ------------ | --------- | --------- | ------ |
| 1                                     | 12. Oktober | Cleveland Indians | 3–10      | Boston Red Sox    | 0–1   | Fenway Park  | 3:35      | 36.986    | [ 14 ] |
| 2                                     | 13. Oktober | Cleveland Indians | 13–6 (11) | Boston Red Sox    | 1–1   | Fenway Park  | 5:14      | 37.051    | [ 15 ] |
| 3                                     | 15. Oktober | Boston Red Sox    | 2–4       | Cleveland Indians | 1–2   | Jacobs Field | 3:28      | 44.402    | [ 16 ] |
| 4                                     | 16. Oktober | Boston Red Sox    | 3–7       | Cleveland Indians | 1–3   | Jacobs Field | 3:12      | 44.008    | [ 17 ] |
| 5                                     | 18. Oktober | Boston Red Sox    | 7–1       | Cleveland Indians | 2–3   | Jacobs Field | 3:46      | 44.588    | [ 18 ] |
| 6                                     | 20. Oktober | Cleveland Indians | 2–12      | Boston Red Sox    | 3–3   | Fenway Park  | 3:09      | 37.163    | [ 19 ] |
| 7                                     | 21. Oktober | Cleveland Indians | 2–11      | Boston Red Sox    | 3–4   | Fenway Park  | 3:33      | 37.165    | [ 20 ] |
| Boston Red Sox gewinnen die Serie 4–3 |             |                   |           |                   |       |              |           |           |        |

Zum MVP der ALCS wurde Josh Beckett (BOS) gewählt.

#### National League Championship Series
| Spiel                                   | Datum       | Gast                 | Ergebnis | Heim                 | Stand | Ort         | Spielzeit | Zuschauer | Box    |
| --------------------------------------- | ----------- | -------------------- | -------- | -------------------- | ----- | ----------- | --------- | --------- | ------ |
| 1                                       | 11. Oktober | Colorado Rockies     | 5–1      | Arizona Diamondbacks | 1–0   | Chase Field | 3:12      | 48.142    | [ 21 ] |
| 2                                       | 12. Oktober | Colorado Rockies     | 3–2 (11) | Arizona Diamondbacks | 2–0   | Chase Field | 4:26      | 48.219    | [ 22 ] |
| 3                                       | 14. Oktober | Arizona Diamondbacks | 1–4      | Colorado Rockies     | 0–3   | Coors Field | 3:04      | 50.137    | [ 23 ] |
| 4                                       | 15. Oktober | Arizona Diamondbacks | 4–6      | Colorado Rockies     | 0–4   | Coors Field | 3:17      | 50.213    | [ 24 ] |
| Colorado Rockies gewinnen die Serie 4–0 |             |                      |          |                      |       |             |           |           |        |

Zum MVP der NLCS wurde Matt Holliday (COL) gewählt.

### World Series
Die Best-Of-Seven Serie startete am 24. Oktober und endete am 28. Oktober 2007. Der Sieger der ALCS, die Boston Red Sox, gewannen die Serie mit einem Clean Sweep (4–0) gegen die Colorado Rockies. Zum MVP der World Series wurde Mike Lowell gewählt.
| Spiel                                 | Datum       | Gast             | Ergebnis | Heim             | Stand | Ort         | Spielzeit | Zuschauer | Box    |
| ------------------------------------- | ----------- | ---------------- | -------- | ---------------- | ----- | ----------- | --------- | --------- | ------ |
| 1                                     | 24. Oktober | Colorado Rockies | 1–13     | Boston Red Sox   | 0–1   | Fenway Park | 3:30      | 36.733    | [ 25 ] |
| 2                                     | 25. Oktober | Colorado Rockies | 1–2      | Boston Red Sox   | 0–2   | Fenway Park | 3:39      | 36.730    | [ 26 ] |
| 3                                     | 27. Oktober | Boston Red Sox   | 10–5     | Colorado Rockies | 3–0   | Coors Field | 4:19      | 49.983    | [ 27 ] |
| 4                                     | 28. Oktober | Boston Red Sox   | 4–3      | Colorado Rockies | 4–0   | Coors Field | 3:35      | 50.041    | [ 28 ] |
| Boston Red Sox gewinnen die Serie 4–0 |             |                  |          |                  |       |             |           |           |        |

## Spielerstatistik

### Hitting
| American League | American League             | American League | American League | National League | National League | National League | National League |
| Stat            | Player                      | Team            | Total           | Stat            | Player          | Team            | Total           |
| --------------- | --------------------------- | --------------- | --------------- | --------------- | --------------- | --------------- | --------------- |
| AVG             | Magglio Ordóñez             | DET             | .363            | AVG             | Matt Holliday   | COL             | .340            |
| HR              | Alex Rodriguez              | NYY             | 54              | HR              | Prince Fielder  | MIL             | 50              |
| RBI             | Alex Rodriguez              | NYY             | 156             | RBI             | Matt Holliday   | COL             | 137             |
| R               | Alex Rodriguez              | NYY             | 143             | R               | Jimmy Rollins   | PHI             | 139             |
| H               | Ichirō Suzuki               | SEA             | 238             | H               | Matt Holliday   | COL             | 216             |
| SB              | Carl Crawford Brian Roberts | TB BAL          | 50              | SB              | José Reyes      | NYM             | 78              |

### Pitching
| American League | American League | American League | American League | National League | National League | National League | National League |
| Stat            | Player          | Team            | Total           | Stat            | Player          | Team            | Total           |
| --------------- | --------------- | --------------- | --------------- | --------------- | --------------- | --------------- | --------------- |
| W               | Josh Beckett    | BOS             | 20              | W               | Jake Peavy      | SD              | 19              |
| L               | Daniel Cabrera  | BAL             | 18              | L               | Kip Wells       | STL             | 17              |
| ERA             | John Lackey     | LAA             | 3.01            | ERA             | Jake Peavy      | SD              | 2.54            |
| K               | Scott Kazmir    | TB              | 239             | K               | Jake Peavy      | SD              | 240             |
| IP              | C. C. Sabathia  | CLE             | 241             | IP              | Brandon Webb    | ARI             | 236⅓            |
| SV              | Joe Borowski    | CLE             | 45              | SV              | José Valverde   | ARI             | 47              |

## Ehrungen und Auszeichnungen

### Regular Season
| Award                       | American League      | National League      |
| --------------------------- | -------------------- | -------------------- |
| MLB Most Valuable Player    | Alex Rodriguez (NYY) | Jimmy Rollins (PHI)  |
| Rookie of the Year          | Dustin Pedroia (BOS) | Ryan Braun (MIL)     |
| Cy Young Award              | CC Sabathia (CLE)    | Jake Peavy (SD)      |
| Comeback Player of the Year | Carlos Peña (TB)     | Dmitri Young (WSH)   |
| Hank Aaron Award            | Alex Rodriguez (NYY) | Prince Fielder (MIL) |
| TSN Player of the Year      | Alex Rodriguez (NYY) | Alex Rodriguez (NYY) |

### Spieler des Monats
| Monat     | American League | National League |
| --------- | --------------- | --------------- |
| April     | Alex Rodríguez  | José Reyes      |
| Mai       | Justin Morneau  | Prince Fielder  |
| Juni      | Alex Rodríguez  | Alfonso Soriano |
| Juli      | Hideki Matsui   | Ryan Braun      |
| August    | Magglio Ordóñez | Mark Teixeira   |
| September | David Ortiz     | Matt Holliday   |

### Pitcher des Monats
| Monat     | American League | National League |
| --------- | --------------- | --------------- |
| April     | Roy Halladay    | John Maine      |
| Mai       | Dan Haren       | Jake Peavy      |
| Juni      | J. J. Putz      | Ben Sheets      |
| Juli      | Érik Bédard     | Carlos Zambrano |
| August    | Andy Pettitte   | Jake Peavy      |
| September | Fausto Carmona  | Jake Peavy      |

### Rookie des Monats
| Monat     | American League | National League |
| --------- | --------------- | --------------- |
| April     | Hideki Okajima  | Josh Hamilton   |
| Mai       | Dustin Pedroia  | Hunter Pence    |
| Juni      | Brian Bannister | Ryan Braun      |
| Juli      | Billy Butler    | Ryan Braun      |
| August    | Brian Bannister | Troy Tulowitzki |
| September | Jacoby Ellsbury | James Loney     |